# ابن دقیق العید
ابوالفتح، محمد بن علی قوصی شهرت‌یافته به ابن دقیق العید (۲۹ ژوئیه ۱۲۲۸م - ۴ اکتبر ۱۳۰۲م) قاضی، محدث، فقیه، زبان‌شناس، خطیب، ادیب و شاعر مصری در سدهٔ هفتم هجری بود.